# Dronning Victorias efterkommere
Dronning Victoria af Storbritannien og prinsgemalen Albert af Sachsen-Coburg og Gotha fik ni børn.
Otte af disse børn fik efterkommere.
Dronning Victoria og prins Albert har en talrig efterslægt. Flere af efterkommerne har med tiden giftet sig med hinanden, hvilket betyder, at deres børn og efterkommere nedstammer fra dronning Victoria og prins Albert gennem flere forskellige linjer. 
De regerende dronninger af Storbritannien og Danmark er efterkommere af dronning Victoria og prins Albert. Det gælder ligeledes for kongerne af Norge, Sverige og Spanien ligesom adskillige overhoveder og medlemmer af tidligere europæiske fyrstehuse også er at finde blandt Victoria og Alberts efterkommere.

## Dronning Victorias og prins Alberts børn
- prinsesse Victoria af Storbritannien, Princess Royal, gift med kejser Frederik 3. af Tyskland, der var kejser i 99 dage. De fik 8 børn, herunder kejser Wilhelm 2. af Tyskland og dronning Sofie af Grækenland.

- kong Edward 7. af Storbritannien, gift med prinsesse Alexandra af Danmark (en datter af kong Christian 9. af Danmark). De fik 6 børn, herunder kong Georg 5. af Storbritannien og dronning Maud af Norge.

- storhertuginde Alice Maud af Hessen, gift med storhertug Ludvig 4. af Hessen og ved Rhinen. De fik 7 børn, herunder Viktoria af Hessen og ved Rhinen (stammoder til den fyrstelige britiske slægt Mountbatten-Windsor samt til de adelige britiske slægter Mountbatten af Milford Haven og Mountbatten af Burma), storhertug Ernst Ludwig af Hessen og kejserinde Alexandra af Rusland.

- regerende hertug Alfred af Sachsen-Coburg-Gotha, gift med Maria Alexandrovna af Rusland (en datter af kejser Alexander 2. af Rusland). De fik 5 børn, herunder dronning Marie af Rumænien.

- prinsesse Helena af Storbritannien, gift med prins Christian af Slesvig-Holsten-Sønderborg-Augustenborg (søn hertug Christian August 2. af Augustenborg, der gjorde oprør mod Danmark i 1848). De fik 5 børn, herunder Albert af Slesvig-Holsten-Sønderborg-Augustenborg, der blev den sidste (titulære) hertug af Augustenborg. Prinsesse Helena og prins Christian havde et barnebarn (en sønnedatter født udenfor ægteskab), men de fik ingen oldebørn.

- prinsesse Louise, hertuginde af Argyll, gift med John Campbell, 9. hertug af Argyll (Canadas 4. generalguvernør). De fik ingen  børn.

- prins og hertug Arthur af Connaught (Canadas 10. generalguvernør), gift med prinsesse Louise Margarete af Preussen (en datter af general Frederik Karl af Preussen). De fik 3 børn, herunder kronprinsesse Margareta af Sverige (mormor til dronning Margrethe 2. af Danmark og farmor til kong Carl 16. Gustav af Sverige).

- prins og hertug Leopold af Albany, gift med prinsesse Helena af Waldeck-Pyrmont. De fik 2 børn: regerende hertug Carl Eduard af Sachsen-Coburg-Gotha og Prinsesse Alice, grevinde af Athlone, (gift med prins Alexander af Teck (en bror til dronning Mary af Storbritannien)).

- prinsesse  Beatrice af Storbritannien, gift med prins Henrik af Battenberg. De fik 4 børn, herunder dronning Victoria Eugenie af Spanien (farmor til kong Juan Carlos af Spanien og oldemor til kong Felipe 6. af Spanien.

## Efterkommere af prins Leopold af Storbritannien, hertug af Albany og prinsesse Helena af Waldeck-Pyrmont
Prins Leopold af Storbritannien, hertug af Albany og prinsesse Helena af Waldeck-Pyrmont fik to børn (prinsesse Alice og prins Carl Eduard): 
- Prinsesse Alice, grevinde af Athlone (1883 – 1981), gift med prins Alexander af Teck, 1. jarl af Athlone (1874 – 1957) (kendt som Alexander Cambridge, bror til dronning Mary af Storbritannien). Alice og Alexander fik én datter og 2 sønner:

- - Lady May Abel Smith (1906 – 1994)
    - Anne Liddell-Grainger (født 1932)
      - Ian Liddell-Grainger (født 1959), konservativ politiker 
        - Peter Richard Liddell-Grainger (født 1987)
        - Sophie Victoria Liddell-Grainger (født 1988)
        - May Alexandra Liddell-Grainger ( født 1992)

      - Charles Montagu Liddell-Grainger ( født 1960)
      - Simon Rupert Liddell-Grainger ( født 1962) 
        - Simon Alexander Liddell-Grainger (født  2000)
        - Matthew Willis Liddell-Grainger (født 2003)

      - Alice Mary Liddell-Grainger (født 1965) 
        - Danilo Pietro Panaggio (født  1996)
        - Jessica Alice Panaggio (født 1998)

      - Malcolm Henry Liddell-Grainger (født 1967) 
        - Cameron Henry Liddell-Grainger (født 1997)

    - Richard Abel Smith (1933 – 2004), officer
      - Katherine Emma Abel Smith (født 1961) 
        - Amelia May Beaumont (født 1983)
        - George Wentworth Beaumont (født 1985)
        - Richard Christian Beaumont ( født 1989)

      - Michael Patrick Beaumont ( født 1991)

    - Elizabeth Alice Abel Smith (født 1936)
      - Emma Charlotte Abel Wise (september 1973 – juni 1974)

  - Rupert Cambridge, vicegreve Trematon (1907 – 1928), ugift
  - Prins Maurice af Teck (29. marts 1910 – 14. september 1910)

- regerede hertug Carl Eduard af Sachsen-Coburg-Gotha (1884 – 1954), gift med Victoria Adelheid af Glücksborg (1885 – 1970).

- - Johan Leopold af Sachsen-Coburg-Gotha, (1906-1972),  arveprins (tronfølger) til Sachsen-Coburg og Gotha (1906-1918), gift i 1932 med en baronesse (Feodora Freiin von der Horst (1905-1991)). De fik tre børn, sønnerne var i arvefølgen til den nedlagte titel som hertug af Albany.  
    - Ernst Leopold Prinz von Sachsen-Coburg und Gotha (1936-1996), da hans mor var født som baronesse, havde han ikke arveret til Sachsen-Coburg og Gotha. 
      - Hubertus Prinz von Sachsen-Coburg und Gotha (født 1961), da hans farmor var født som baronesse, har han ikke arveret til Sachsen-Coburg og Gotha. 
        - Sebastian Prinz von Sachsen-Coburg und Gotha (født 1994).

- - prinsesse Sibylla af Sverige, (1908–1972), gift med arveprins Gustav Adolf af Sverige (1906–1947).

- -     - prinsesse Margaretha, fru Ambler (født 1934). Prinsesse Margaretha og John Ambler (1924 – 2008) fik tre børn:
      - friherreinde Sibylla Louise Ambler (født i London den 14. april 1965), opkaldt efter sin mormor prinsesse Sibylla. I 1998 giftede hun sig med friherre Henning von Dincklage (født i Esslingen am Neckar den 29. april 1971). Indtil deres separation i 2005 boede parret i München. De har to børn: 
        - friherreinde Madeleine Charlotte Margaretha von Dincklage, f. 1999. Hun var brudepige ved kronprinsesse Victoria af Sveriges bryllup den 19. juni 2010.
        - friherre Sebastian Eric Henning von Dincklage, f. 2000.

      - Charles Edward Ambler (født i London den 14. juli 1966). I 1999 giftede han sig med Helen Jane Ross (født i Huddersfield den 3. marts 1969). De har to børn: 
        - Sienna Rose Ambler, f. 2000.
        - India Tani Ambler, f. 2003.

      - James Patrick Ambler (født i Oxford den 10. juni 1967). I 2001 blev han gift med Ursula Mary Shipley (født i Cornwalls største by (St Austell) 9. juli 1965). De har to børn: 
        - Lily Ambler, f. 2003.
        - Oscar Rufus Ambler, f. 2004.

- -     - prinsesse Birgitta af Sverige og Hohenzollern (født 1937). Prinsesse Birgitta og prins Johann Georg har tre børn.
      - prins Carl Christian af Hohenzollern-Sigmaringen (født 1962), gift med Nicole Helene Neschitsch (født 1968) 
        - prins Nicolas Johann Georg Maria af Hohenzollern-Sigmaringen (født 1999)

      - prinsesse Désirée af Hohenzollern-Sigmaringen (født 1963). Hun var gift med Heinrich Franz Josef Georg Maria, greve af Ortenburg i 1990-2002 
        - greve Carl Theodor Georg Philipp Maria zu Ortenburg (født 1992)
        - greve Frederik Hubertus Ferdinand Maria zu Ortenburg (født 1995)
        - komtesse Carolina Maria Franziska Christina Stephanie zu Ortenburg (født 1997)

      - prins Hubertus af Hohenzollern-Sigmaringen (født 1966), gift med Uta Maria König (født 1964) 
        - prins Lennart Carl Christian af Hohenzollern (født 10. januar 2001, død 14. januar 2001)
        - prinsesse Vivianne af Hohenzollern-Sigmaringen (født 2009)

- -     - prinsesse Désirée, baronesse Silfverschiöld (født 1938). Prinsesse Désirée og friherre Niclas Silfverschiöld har tre børn.
      - friherre Carl Otto Edmund Silfverschiöld (født 1965), civiløkonom; siden 2005 gift med Maria Fredriksson (født 1965). Parret har et barn: 
        - Anna Margareta Sibylla Désirée Silfverschiöld (født 2006).

      - Christina Louise Ewa Madeleine Silfverschiöld (født 1966), civiløkonom; siden 1999 gift med friherre Hans Louis Gerard de Geer af Finspång (født 1963). Han er administrerende direktør og efterkommer af statsministrene Louis De Geer(1818-1896) og Louis De Geer (1854-1935). Parret har tre børn: 
        - Estelle Louise Désirée de Geer af Finspång (født 2000).
        - friherre Ian Carl Gerard de Geer af Finspång (født 2002).
        - friherre Fred (Fredrik) Louis Gerard de Geer af Finspång (født 2004).

      - Hélène Ingeborg Sibylla Silfverschiöld (født 1968), civiløkonom.

- -     - prinsesse Christina, fru Magnuson (født 1943). Prinsesse Christina og generalkonsul Tord Magnuson har tre sønner.
      - Carl Gustaf Victor Magnuson (født i Stockholm den 8. august 1975) er økonom; blev gift med Vicky Andrén i 2013.
      - Tord Oscar Frederik Magnuson (født i Stockholm den 20. juni 1977), er designer af briller; gift med Emma Ledent.
      - Victor Edmund Lennart Magnuson (født i Stockholm den 10. september 1980), er forlovet med Frida Bergström.

- -     - kong Carl 16. Gustav af Sverige (født 1945), gift med dronning Silvia af Sverige (født 1943).
      - kronprinsesse Victoria af Sverige (født 1977), gift med prins Daniel af Sverige (født 1973).
        - prinsesse Estelle af Sverige (født 2012).

      - prins Carl Philip af Sverige (født 1979), gift med prinsesse Sofia af Sverige (født 1984).
      - Prinsesse Madeleine af Sverige (født 1982), gift med Christopher O'Neill (født 1974).
        - prinsesse Leonore af Sverige (født 2014).
        - prins Nicolas af Sverige (født 2015).

- - Hubertus af Sachsen-Coburg-Gotha (1909-1943), faldt på Østfronten.

- - Caroline Mathilde af Sachsen-Coburg-Gotha (1912-1983), gift 4 gange, fik 6 børn.

- - Frederik Josias af Sachsen-Coburg-Gotha (1918-1998), var overhoved for den tyske (hertuglige) gren af Huset Sachsen-Coburg og Gotha, gift 3 gange, fik 4 børn. Hans mandlige efterkommere gør krav på den nedlagte trone i Sachsen-Coburg og Gotha. 
    - Prins Andreas (født 1943).
      - Prins Hubertus (født 1975).

## Efterkommer af Beatrice af Storbritannien og prins Henrik af Battenberg
Prinsesse Beatrice af Storbritannien og prins Henrik af Battenberg fik fire børn:
- Alexander Mountbatten, 1. markis af Carisbrooke (1886 – 1960), gift med Lady Irene Francis Adza Denison GBE GJ.St.J (1890 – 1956). Lady Irene var datter af William Francis Henry Denison, 2. jarl af Londesborough (1864 – 1917). 
  - Lady Iris Victoria Beatrice Grace Mountbatten (1920 – 1982). Lady Iris Mountbatten var gift tre gange. Hun blev mor til Robin Alexander Bryan (født 1957). Robin Bryan har tre børn.
- Victoria Eugenie af Battenberg, spansk dronning (1887 – 1969), gift med kong Alfons 13. af Spanien (1886 – 1941).
  - Alfonso af Spanien, titulær fyrste af Asturien (1907–1938) (elefantridder). Alfonso var gift to gange, men fik ingen børn i sine ægteskaber.
  - prins Jaime af Spanien, hertug af Segovia (1908–1975) (elefantridder), spansk og fransk tronprætendent (1941–1975).
    - Alfonso Jaime, hertug af Anjou og Cádiz (eller Alphonse de Bourbon) (1936–1989), fransk tronprætendent (1975–1989), gift med María del Carmen Martínez-Bordiú y Franco (født 1951) (datterdatter af den spanske statschef Francisco Franco). 
      - Luis Alfonso de Borbón y Martínez-Bordiú, hertug af Anjou (eller Louis Alphonse Gonzalve Victor Emmanuel Marc de Bourbon) (født 1974), fransk tronprætendent som Ludvig 20. fra 1989.

    - Gonzalo, hertug af Aquitanien (1937–2000),  Don Gonzalo var gift tre gange, men fik ingen børn i sine ægteskaber. Derimod fik han en datter født udenfor ægteskab.
      - (født udenfor ægteskab) Stephanie Michelle de Borbón (født 1968). Hun er gift med Richard Carl McMasters II (født 1972). De har fem sønner:
        - Nicholas Stefano Alessandro de Borbon McMasters (født 1994).
        - Christian Alfonso de Borbon McMasters (født 1995).
        - Jaime Sebastian McMasters de Borbon (født 1996).
        - Richard Carl McMasters III (født 1998).
        - Alexander Leandro Joaquin Gonzalo McMasters de Borbon (født 2004).

  - prinsesse Beatriz af Spanien (1909–2002), gift med Alessandro Torlonia (1911–1986), der var den 5. fyrste af Civitella-Cesi. De fik fire børn.
  - prinsesse Maria Cristina af Spanien (1911–1996), gift med Enrico Eugenio Marone-Cinzano (1895 – 1968), han blev den 1. greve Marone. De fik fire døtre.
  - prins Juan af Spanien, titulær greve af Barcelona (1913–1993), gift med María de las Mercedes de Borbón y Orléans (1910–2000). Parret fik fire børn:
    - prinsesse Pilar af Spanien, hertuginde af Badajoz (1936–2020), har fem børn
    - kong Juan Carlos af Spanien (født 1938), gift med Sofia af Grækenland og Danmark (født 1938), spansk dronning 1975–2014. 
      - prinsesse Elena af Spanien (født 1963), har to børn.
      - prinsesse Cristina af Spanien (født 1965), har fire børn.
      - kong Felipe 6. af Spanien (født 1968), gift med dronning Letizia af Spanien.
        - prinsesse Leonor af Spanien (født 2005), fyrstinde af Asturien og spansk tronfølger.
        - prinsesse Sofia af Spanien (født 2007).

    - prinsesse Margarita af Spanien, hertuginde af Soria  (født 1936), har to børn.
    - prins Alfonso af Spanien (1941–1956), ugift.

  - prins Gonzalo af Spanien (1914–1934), ugift.
- Lord Leopold Mountbatten (1989 – 1922), ugift.
- prins Maurice af Battenberg (1991 – 1914), ugift.